# HD 209458 b
HD 209458 b  (biệt danh là Osiris), là một hành tinh ngoài Hệ Mặt Trời quay quanh quỹ đạo tương tự HD 209458 trong chòm sao Phi Mã, cách Hệ Mặt Trời khoảng 159 năm ánh sáng.

## Đặc điểm
Bán kính quỹ đạo của hành tinh này là 7 triệu km, khoảng 0,047 đơn vị thiên văn, hay một phần tám bán kính quỹ đạo của Sao Thủy. Bán kính nhỏ này dẫn đến một năm dài bằng 3,5 ngày Trái Đất và nhiệt độ bề mặt ước tính khoảng 1.000 °C (khoảng 1.800 °F). Khối lượng của nó gấp 220 lần Trái Đất (0,69 khối lượng Sao Mộc) và khối lượng của nó lớn hơn 2,5 lần so với Sao Mộc. Với khối lượng lớn hơn cho thấy HD 209458 b là một hành tinh khí khổng lồ.
Ngôi sao đã được quan sát nhiều lần bởi vệ tinh Hipparcos của ESA, cho phép các nhà thiên văn học tính toán chu kỳ quỹ đạo của HD 209458 b rất chính xác là 3,524736 ngày. Nhiệt độ của hành tinh ít nhất là 750 °C (1300 °F). Quỹ đạo tròn của HD 209458 b cũng đã được xác nhận. Hành tinh này có khối lượng gấp khoảng 0,69 lần Sao Mộc và nó có bán kính lớn hơn Sao Mộc khoảng 35%. Có góc quỹ đạo quay là −4,4 ± 1,4 °.

## Thành tựu
HD 209458 b đại diện cho một số mốc quan trọng trong nghiên cứu hành tinh bên ngoài Hệ Mặt Trời. Sau đây là một số thành tựu đầu tiên trong các thành tựu:
- Là một hành tinh ngoài Hệ Mặt Trời có sự đi qua.
- Là hành tinh đầu tiên được phát hiện thông qua nhiều hơn một phương pháp.
- Là hành tinh ngoài Hệ Mặt Trời có bầu khí quyển.
- Là hành tinh ngoài Hệ Mặt Trời mà các nhà quan sát thấy rằng hydro bay hơi trong bầu khí quyển.
- Là hành tinh ngoài Hệ Mặt Trời có oxy và carbon trong bầu khí quyển.
- Là một trong hai hành tinh ngoài Hệ Mặt Trời đầu tiên được quan sát trực tiếp bằng quang phổ.
- Là hành tinh đầu tiên có nhiều khí bên ngoài Hệ Mặt Trời đo được siêu bão
- Là hành tinh đầu tiên đo được tốc độ quỹ đạo của nó, xác định trực tiếp khối lượng của nó.

Kể từ tháng 4 năm 2007, nó được cho là hành tinh ngoài Hệ Mặt Trời đầu tiên được tìm thấy có hơi nước trong khí quyển của nó.
Vào tháng 7 năm 2014, NASA đã công bố tìm thấy bầu khí quyển rất khô trên HD 209458 b và hai hành tinh khác (HD 189733 b và WASP-12 b) quay quanh các ngôi sao giống như Mặt Trời.

## Phát hiện
Các nghiên cứu quang phổ lần đầu tiên tiết lộ sự hiện diện của một hành tinh xung quanh ngôi sao HD 209458 vào ngày 5 tháng 11 năm 1999.
Ngay sau khi phát hiện ra, có các đội nhà thiên văn học được chia thành,trong đó có một đội do David Charbonneau dẫn đầu, bao gồm Timothy Brown và những người khác, và nhóm còn lại của Gregory W. Henry, đã có thể phát hiện sự di chuyển của hành tinh qua bề mặt của ngôi sao khiến nó trở thành hành tinh được biết đến đầu tiên trong các hành tinh chuyển động được bên ngoài hệ Mặt trời.

## Sử dụng quang phổ
Vào ngày 21 tháng 2 năm 2007, NASA và Nature đã công bố tin tức rằng HD 209458 b là một trong hai hành tinh ngoài hệ mặt trời đầu tiên được quan sát trực tiếp cùng một hành tinh khác là HD 189733 b. Đây là lần đầu tiên sử dụng phổ để tìm kiếm những hành tinh ngoài hệ Mặt trời có sự sống, bằng cách tác động lên bầu khí quyển của một hành tinh. Một nhóm các nhà điều tra do Jeremy Richardson thuộc Trung tâm bay không gian Goddard của NASA dẫn đầu, đã đo được bầu khí quyển HD 209458 b trong phạm vi 7,5 đến 13,2 micromet.
Vào ngày 23 tháng 6 năm 2010, các nhà thiên văn học tuyên bố họ đã đo được siêu bão (với tốc độ gió lên tới 7000 km / giờ) lần đầu tiên trong bầu khí quyển của HD 209458 b có độ chính xác rất cao được thực hiện bởi Kính thiên văn rất lớn ESO Thiên và máy quang phổ khí CRIRES.

## Những phát hiện
+ Vào ngày 27 tháng 11 năm 2001, Kính thiên văn vũ trụ Hubble đã phát hiện ra natri, bầu khí quyển hành tinh đầu tiên bên ngoài Hệ mặt trời cần đo. Có khoảng một phần ba lượng natri ở HD 189733 b. 
+ Vào năm 2003 - 2004, các nhà thiên văn học đã sử dụng Kính viễn vọng Không gian Hubble để khám phá ra một lượng khổng lồ hydro, carbon và oxy quanh hành tinh đạt tới 10.000 K.
+ Vào ngày 10 tháng 4 năm 2007, Travis Barman của Đài thiên văn Lowell đã công bố bằng chứng cho thấy bầu không khí của HD 209458 b có chứa hơi nước. Sử dụng kết hợp các phép đo Kính viễn vọng Không gian Hubble được công bố trước đây và các mô hình lý thuyết mới, Barman đã tìm thấy bằng chứng xác thực cho sự hấp thụ nước trong bầu khí quyển của hành tinh.
+ Vào ngày 24 tháng 4, nhà thiên văn học David Charbonneau, người lãnh đạo nhóm thực hiện các quan sát của Hubble, cảnh báo rằng chính kính viễn vọng có thể đã đưa ra các biến thể gây ra mô hình lý thuyết cho thấy sự hiện diện của nước. Ông hy vọng rằng những quan sát xa hơn sẽ làm sáng tỏ vấn đề trong những tháng tiếp theo. Kể từ tháng 4 năm 2007, cuộc điều tra tiếp theo đang được tiến hành.
+ Vào ngày 20 tháng 10 năm 2009, các nhà nghiên cứu tại JPL đã công bố phát hiện ra hơi nước, carbon dioxide và metan trong khí quyển.

## Từ trường
Vào năm 2014, một từ trường xung quanh HD 209458 b đã được dự đoán từ cách hydro bay hơi ra khỏi hành tinh. Đây là phát hiện đầu tiên (gián tiếp) của từ trường trên hành tinh này. Từ trường được ước tính là mạnh bằng khoảng một phần mười so với Sao Mộc.